# U.S. Route 53
Pour les articles homonymes, voir Route 53.
La U.S. Route 53 (US 53), est une US Route sud–nord qui parcourt 404 miles (650 km) entre La Crosse, Wisconsin et International Falls, Minnesota. Elle est la route sud–nord principale dans le nord-ouest du Wisconsin, servant de lien vital entre l'I-94 à Eau Claire et la région métropolitaine de Superior et de Duluth, à la frontière avec le Minnesota. L'entièreté du trajet de la route entre Eau Claire et Superior est une route à quatre voies divisées. Le terminus sud de la route est à la jonction avec la US 14 / US 61 à La Crosse, Wisconsin alors que le terminus nord est à la frontière canado-américaine au Pont international Fort Frances-International Falls à International Falls, Minnesota.

## Description du tracé
|       | mi  | km  |
| ----- | --- | --- |
| WI    | 238 | 383 |
| MN    | 166 | 267 |
| Total | 404 | 650 |

### Wisconsin
La US 53 débute à la jonction avec la US 14 et la US 61 au centre-ville de La Crosse. À partir de là, la US 53 se dirige vers le nord. Elle croise l'I-90 et contourne Onalaska et Holmen. Elle continue ensuite vers le nord en configuration à deux voies jusqu'à Eau Claire. Elle passe par Galesville, Blair et Whitehall pour atteindre l'I-94. Elle traverse Eau Claire et contourne Chippewa Falls en se dirigeant vers le nord-ouest, en configuration autoroutière jusqu'à Haugen. Là, elle devient plutôt une voie rapide.
En étant une voie rapide, elle contourne Spooner et Solon Springs avant d'atteindre Superior. Elle se dirige vers le nord-ouest et atteint l'extrémité sud de l'I-535. Elle forme un multiplex avec l'autoroute pour traverser la Baie de Saint-Louis, marquant la frontière avec le Minnesota.

### Minnesota
La US 53 entre au Minnesota à Duluth après avoir traversée la Baie Saint-Louis. Elle atteint l'I-35 et, à cet endroit, l'I-535 prend fin. La US 53 se continue au-delà et sort de la ville vers le nord-ouest. À Independence, elle prend un alignement vers le nord et atteint Virginia. La route est construite sous forme de voie rapide jusqu'à Cook, au nord de Virginia. Là, elle devient une route à deux voies et passe près de plusieurs lacs du nord de l'état. Elle arrive ensuite à International Falls, où elle rencontre la US 71. Un peu après cette intersection, la route continue jusqu'au Pont international Fort Frances-International Falls qui relie la ville à Fort Frances, en Ontario. La route se poursuit ensuite comme Route 71 en Ontario.

## Intersections majeures
Wisconsin
 US 14 / US 61 à La Crosse  I-90 à La Crosse. Les routes forment un multiplex dans la ville.
 US 10 à Osseo. Les routes forment un multiplex jusqu'à l'ouest d'Osseo.
 I-94 à Eau Claire
 US 12 à Eau Claire
 US 8 à Cameron
 US 63 à Spooner. Les routes forment un multiplex jusqu'à Trego.
 US 2 à Amnicon Falls. Les routes forment un multiplex jusqu'à Superior.
 I-535 à Superior. Les routes forment un multiplex jusqu'à Duluth, Minnesota.
Minnesota
 I-35 à Duluth
 US 169 à Virginia
 US 71 à International Falls. Les routes forment un multiplex jusqu'à la frontière canadienne.
 Route 71 à la frontière canadienne sur le Pont international Fort Frances-International Falls.